# Villa Viani
Villa Viani è una frazione del comune di Pontedassio, in provincia di Imperia.

## Storia
Storicamente seguì le vicende dei vicini borghi di Pontedassio, Bestagno e Villa Guardia facendo parte, nel corso dei secoli, tra i domini del Marchesato del Monferrato, della Repubblica di Genova e del Ducato di Savoia.
Con gli eventi napoleonici di fine Settecento la costituita municipalità di Villa Viani confluì tra il 1801 e il 1803 nella Repubblica Ligure.
Annesso al Primo Impero francese, dal 13 giugno 1805 al 1814 il territorio fu inserito nel Dipartimento di Montenotte sotto l'arrondissement di Porto Maurizio. Nuovamente inglobato nel Regno di Sardegna dal 1815, così come stabilito dal Congresso di Vienna del 1814, la comunità di Villa Viani confluì nel Regno d'Italia dal 1861. Dal 1859 al 1927 il comune fu compreso nel IV mandamento di Oneglia del circondario di Porto Maurizio facente parte della provincia di Porto Maurizio e, con la sua costituzione, della successiva provincia di Imperia.
Nel 1928 il comune fu soppresso e aggregato a Pontedassio come frazione.

## Monumenti e luoghi d'interesse

### Architetture religiose
- Chiesa parrocchiale dell'Assunta, eretta nel XVII secolo. All'interno sono conservate alcune statue lignee di Giovanni Battista Drago del XIX secolo, una statua in marmo dell'Assunzione della Vergine Maria di Francesco Garvo del Settecento circa e un prezioso organo della bottega “Nicomede Agati” del 1878 (op. 571).
- Oratorio di San Giuseppe, costruito nel Settecento, progettato da Francesco Marvaldi, è arricchito da stucchi di Gio Andrea Casella del XVIII secolo.